# Греков, Николай Васильевич
Николай Васильевич Греков (1785—1825) — русский военачальник, генерал-майор русской императорской армии, участник Кавказских походов в Шали, Гехи и др. Убит в чеченском селе Герзель-Аул.

## Биография
Родился в 1785 году на Украине; «Военная энциклопедия» утверждает, что он был потомком запорожских казаков.
Начал службу на Кавказе в 1805 году в Кабардинском пехотном полку и боевыми подвигами заслужил перевод в гвардию, но отказался от этой награды, прельщённый постоянной кипучей боевой жизнью на Кавказе. В 1817 году он уже полковник и с 4 ноября того же года — командир 16-го егерского полка.
Когда в 1818 году была заложена на реке Сунже крепость Грозная, Ермолов назначил её комендантом Грекова. В течение нескольких месяцев Греков энергично устраивал крепость, а когда холода загнали горцев из лесов в селения, он, чтобы отбить у них охоту к разорению новой крепости, 29 января 1819 года быстрым движением в одну ночь без выстрела занял Ханкальское ущелье и начал рубить просеки, прокладывая дороги вглубь Чечни. Более пяти лет провёл Греков в беспрерывных походах и стычках, оберегая Грозную и все глубже вдаваясь в Чечню, вырубая леса, разоряя непокорные аулы и строя новые укрепления. 11 марта 1822 года он был произведён в генерал-майоры и назначен командиром 1-й бригады 22-й пехотной дивизии и начальником левого фланга Кавказской линии.
В 1825 году на арену борьбы на Кавказе вышел Бейбулат Таймиев. Первый удар горцев под начальством Бейбулата Таймиева обрушился на слабый пост на Тереке, Аммир-Аджа-Юрт; вслед за ним погибли два слабых укрепления — Злобный окоп и Преградный стан, а затем горцы осадили Герзель-аул, на полпути между крепостями Внезапной и Грозной. Узнав об отчаянном положении Герзель-аульского гарнизона, Греков вместе с начальником Кавказской линии генерал-лейтенантом Лисаневичем бросился из Грозной на выручку во главе 3 рот егерей, 400 казаков и 6 орудий. Быстрым движением они спасли Герзель-аул; горцы бежали. Согласно В. А. Потто, Николай Васильевич Греков 16 (28) июля 1825 года был убит двумя ударами кинжала муллы Учар-Хаджи.
«Умерщвлённый в самых цветущих летах, — говорил историк Кавказской войны П. П. Зубов, — и неоднократно оказывавший опыты личной храбрости, Греков имел в полной мере свойственные отличному воину качества: любимый своими подчинёнными, уважаемый начальством, он обещал, по природе, качествам и по приобретённым в военной науке познаниям, занять со временем достойное его место в армии».
Греков похоронен в Грозном, возле часовни, позднее  могила его с обветшавшим уже полуразрушенным памятником очутилась в районе городского общественного сада.